# Sporting Club de Feignies
 (janvier 2023).
 (janvier 2023).
- Si vous ne connaissez pas le sujet, laissez ce bandeau (vous pouvez alors contacter les auteurs).
- Si vous supprimez le contenu mis en cause (vous pouvez préalablement contacter les auteurs),

argumentez précisément cette suppression dans la page de discussion
(un manque de référence n'est pas un argument ; une recherche réelle de référence doit avoir été effectuée, être formellement documentée).
Le Sporting Club de Feignies est un club de football français situé à Feignies dans le Nord.

## Historique
Le SC Feignies, créé en 1951, évoluait encore en Promotion d'Honneur (équivalent D7) en 2001. Promu en DH à l'issue de la saison 2000-2001, puis en CFA2 en 2003, le club finésien atteint le CFA en 2005 mais est relégué en CFA2 en 2006.
Le 9 juin 2009, le président du SC Feignies, Jacques Ménissez, et le président de l'US Maubeuge, Daniel Koestel, annoncent la fusion des deux clubs à partir de la saison 2010-2011
En 2016, il fusionne avec son voisin de l'AS Aulnoye pour former l'Entente Feignies Aulnoye FC.

## Palmarès
- Vainqueur de CFA2 Groupe A : 2005

## Classements
- 2000/2001 : 1er de la Promotion d'honneur Nord
- 2001/2002 : 7e de Division d'Honneur Nord
- 2002/2003 : 2e de Division d'Honneur Nord
- 2003/2004 : 5e de CFA2 Groupe A
- 2004/2005 : 1er de CFA2 Groupe A
- 2005/2006 : 17e de CFA Groupe A
- 2006/2007 : 3e de CFA2 Groupe A
- 2007/2008 : 5e de CFA2 Groupe A
- 2008/2009 : 6e de CFA2 Groupe B
- 2009/2010 : 3e de CFA2 Groupe B

## Coupe de France
- 2004-2005 : 8e tour ; éliminé par Sedan qui était en L2
- 2005-2006 : 6e tour ; éliminé par Wasquehal qui était en CFA
- 2006-2007 : 32e de finale ; éliminé par FC Montceau, demi-finaliste, qui était en CFA
- 2007-2008 : 5e tour ; éliminé par Hautmont (DHR)
- 2008-2009 : 8e tour ; éliminé par le club réunionnais Société sportive Jeanne d'Arc (DHR)
- 2009-2010 : 7e tour ; éliminé par l'Olympique Sport d'Aire-sur-la-Lys qui était en DH
- 2010-2011 : 6e tour ; éliminé par Wasquehal qui était en CFA2
- 2011-2012 : 8e tour ; éliminé par Quevilly qui était en National

## Joueurs et personnalités

### Présidents
- 1997-2016 :  Jacques Menissez

### Entraîneurs
- juin 2007-déc. 2007 :  Farid Touileb
- 2000-2010 :  Mwinyi Zahera
- 2010-2016 :  Patrice Selle

## Historique du logo

Ancien logo
Logo jusqu'en 2016